# Leandro Messias dos Santos
Leandro Messias dos Santos (Rio de Janeiro, 29 dicembre 1983) è un ex calciatore brasiliano, di ruolo difensore.

## Biografia
Nel 2018 ha ottenuto la cittadinanza polacca.

## Caratteristiche tecniche
È un terzino sinistro, ma è stato occasionalmente schierato anche come centrale di difesa o come esterno di centrocampo. 

## Carriera
Arriva in Europa a 26 anni, giocando per l'Hoverla, in Ucraina. 
Nel 2019, dopo aver già giocato nel biennio compreso tra il 2015 e 2017, torna al Górnik Łęczna, in II liga. Con i neroverdi vince immediatamente il campionato, venendo promosso in I liga, e l'anno successivo vince i play-off e completa il cerchio tornando in Ekstraklasa dove mancava proprio dal 2017 con il Górnik.  